# 博厚里
博厚里是中華民國嘉義縣朴子市的一個里，東鄰順天里，西接永和里，南以開元路界文化里，北隔朴子溪與六腳鄉更寮村相望，面積0.1852平方公里，取《大學》“博厚配地，高明配天”命名，曾經是朴子的碼頭和渡口，原稱為糖寮仔，後因朴子溪改道而沒落。